# City of Adelaide (schip, 1920)
De City of Adelaide was een Brits stoomschip van 6.589 brt van de City-Line. Het werd op 30 maart 1944 door de beruchte Japanse onderzeeër "I-8" en zijn eveneens beruchte commandant, korvetkapitein Ariizumi, getorpedeerd in de Indische Oceaan.

## Geschiedenis
Vier dagen voordien had de Japanse onderzeeboot het onfortuinlijke cargostoomschip Tjisalak getorpedeerd en de opvarenden daarna vermoord met hun boordmitrailleurs en daarna werden de overlevenden met bajonetsteken omgebracht. Op 30 maart in diezelfde wateren, torpedeerde hij de City of Adelaide. De overgebleven bemanning kon in de sloepen ontkomen, terwijl hun schip naar de diepte zonk. De I-8 zou hen verder ongemoeid gelaten hebben, wat niet altijd gebeurde. De onderzeeërs waren ook kwetsbaar voor dieptebommen van torpedobootjagers en vliegtuigen. Daarom moest de geslepen Japanse commandant geregeld zijn bekend geworden posities verleggen naar andere gebieden.

## Trivia
Dit schip moet niet worden verward met de gelijknamige klipper uit 1864, die nog steeds bestaat.